# Pécs 2010-ben

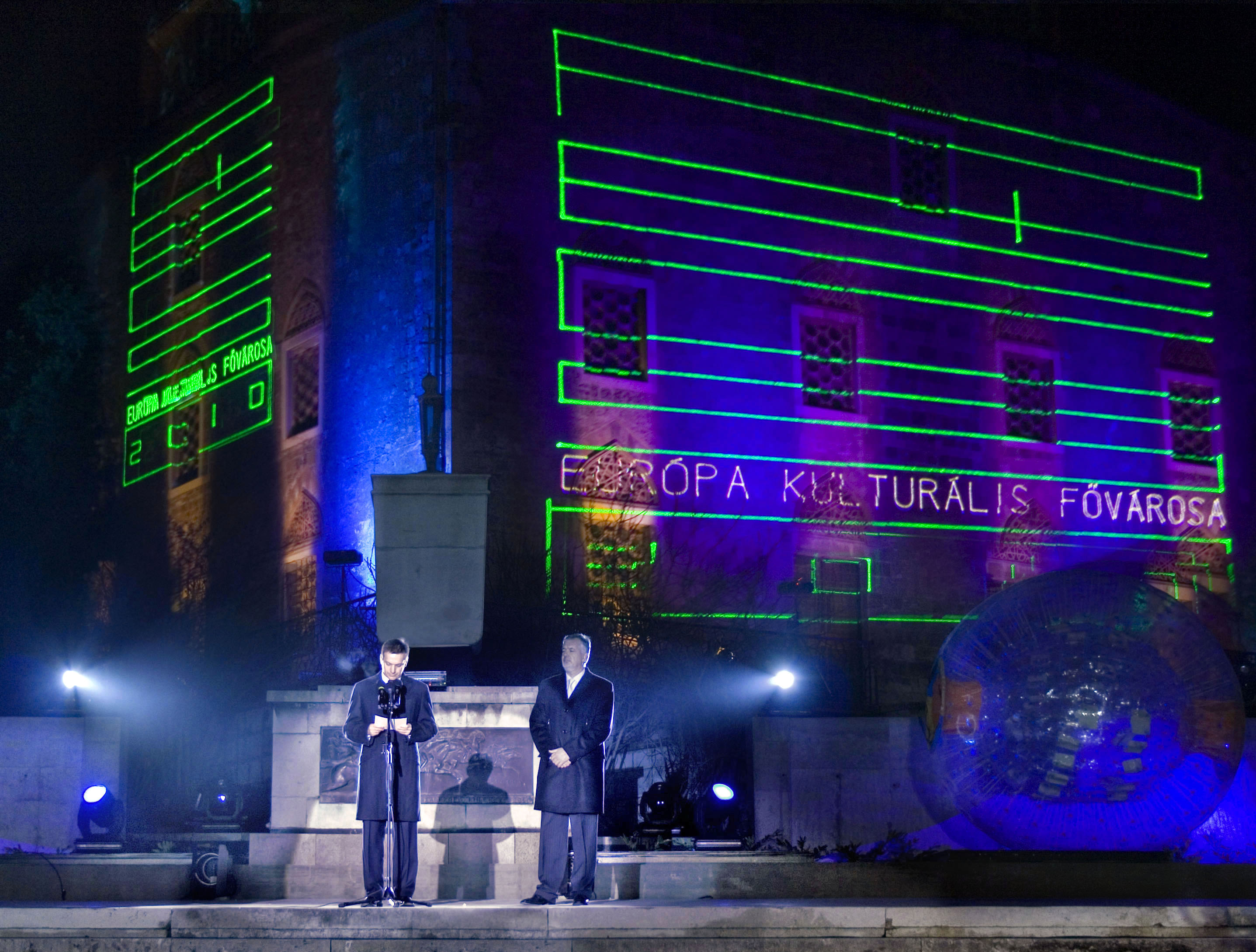
Bajnai Gordon miniszterelnök megnyitója.

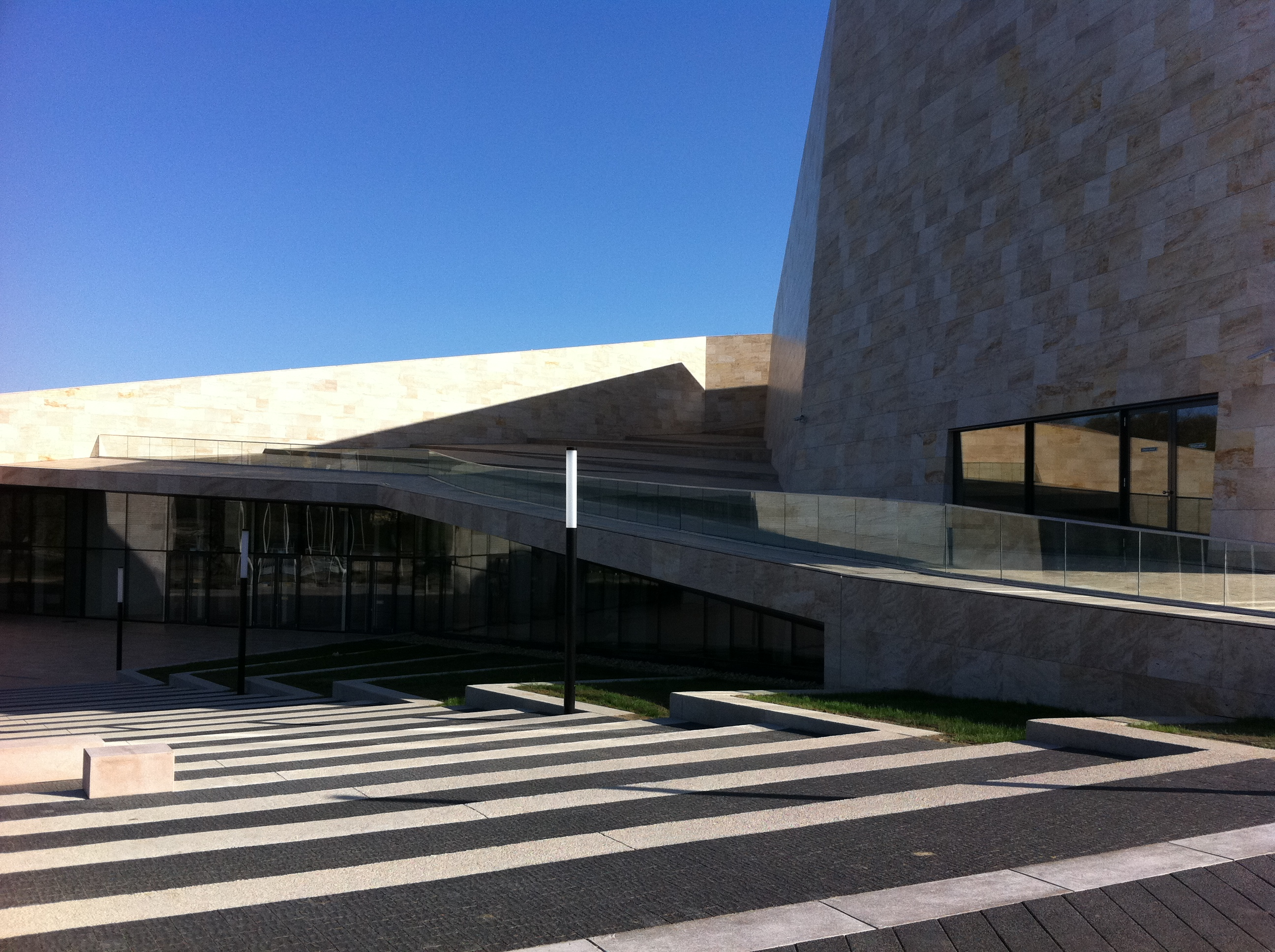
A Kodály Központ.

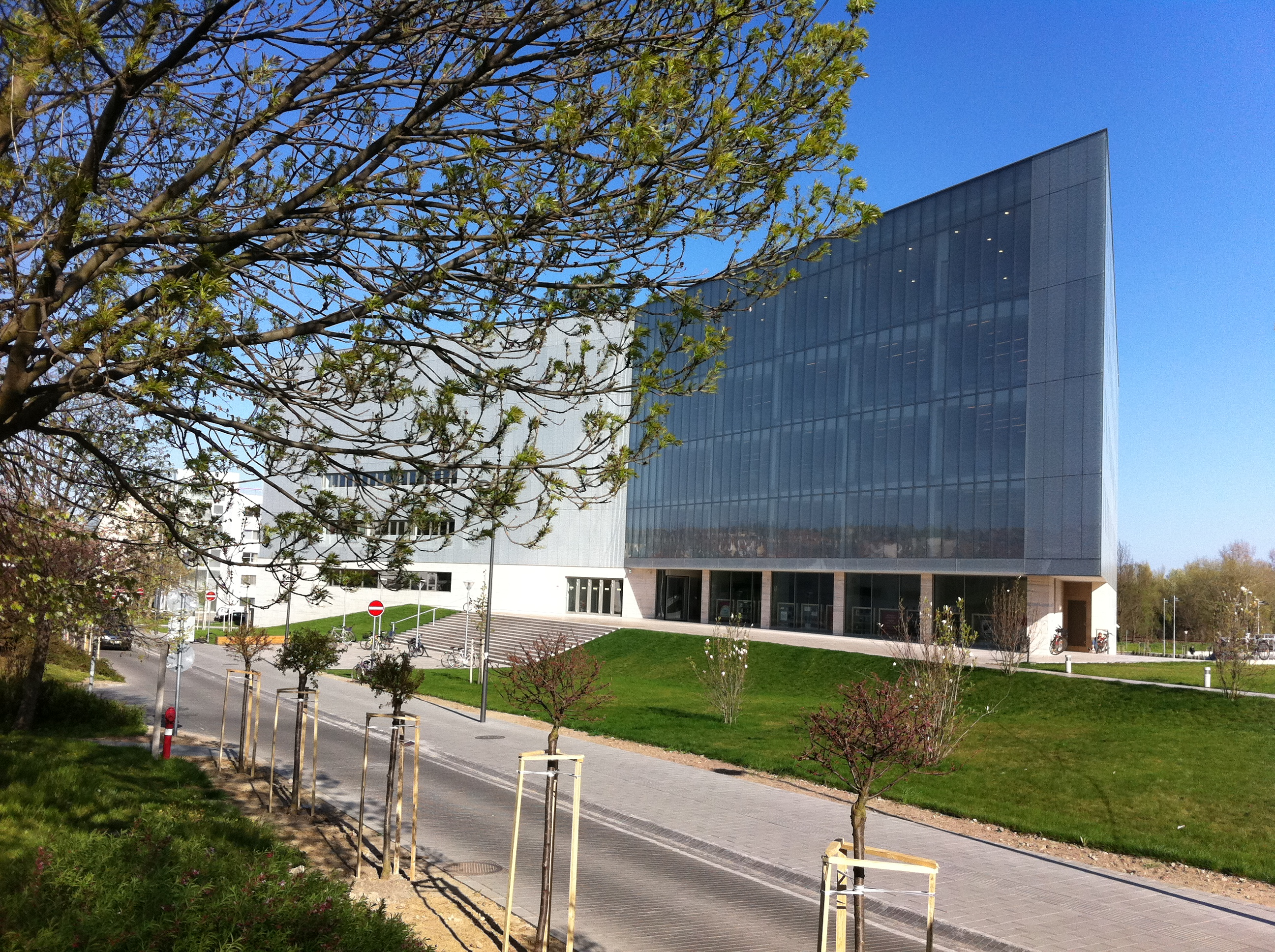
A Dél-dunántúli Regionális Könyvtár és Tudásközpont.

Ezen cikk azokat a főbb történéseket foglalja össze, amik Pécsen történtek 2010-ben.

## Események

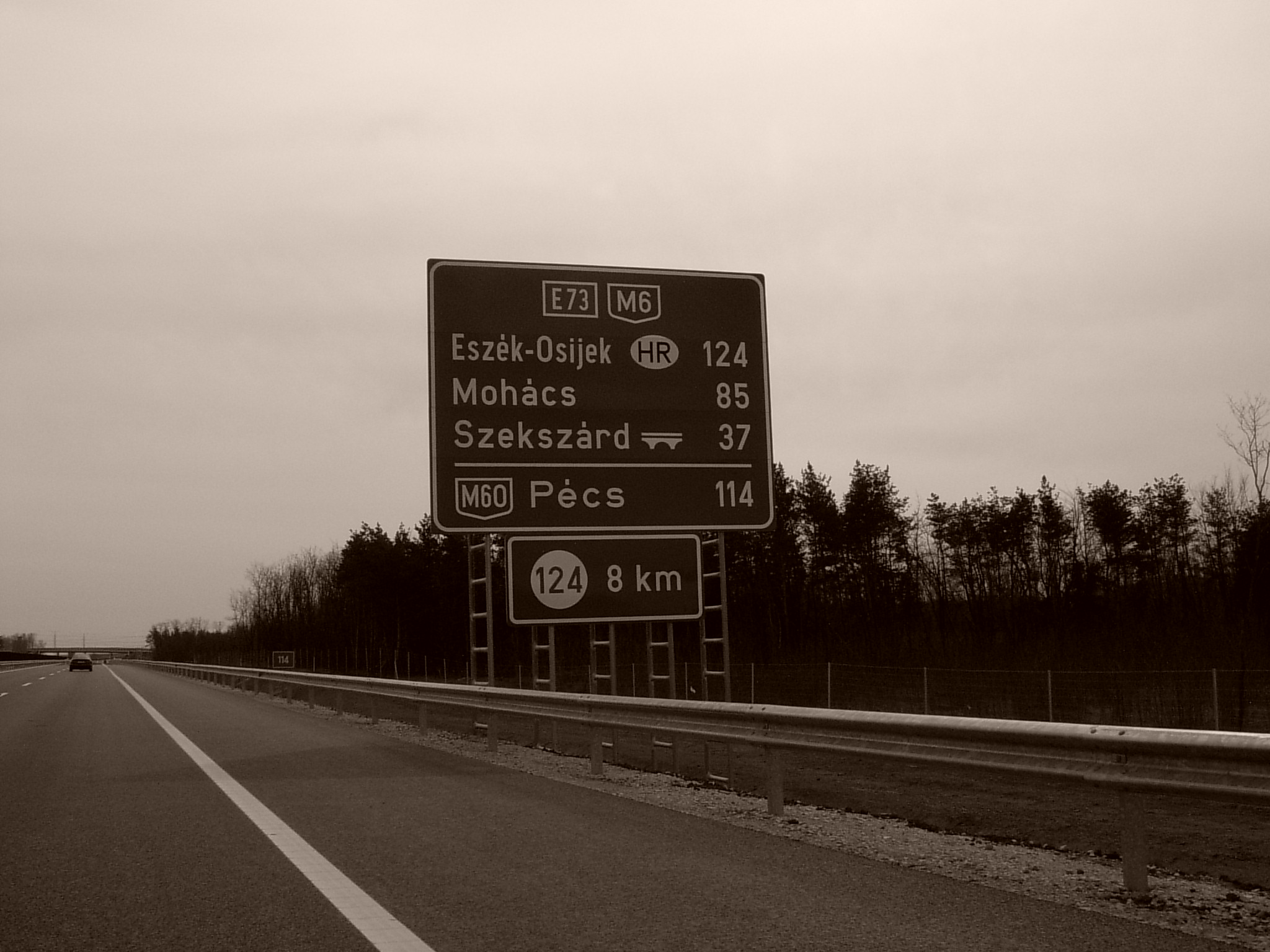
Az M6-os autópálya.

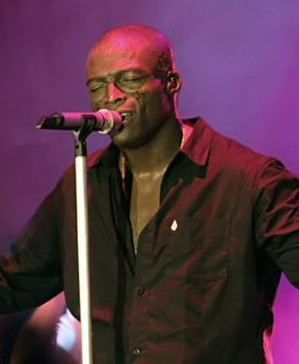
Seal

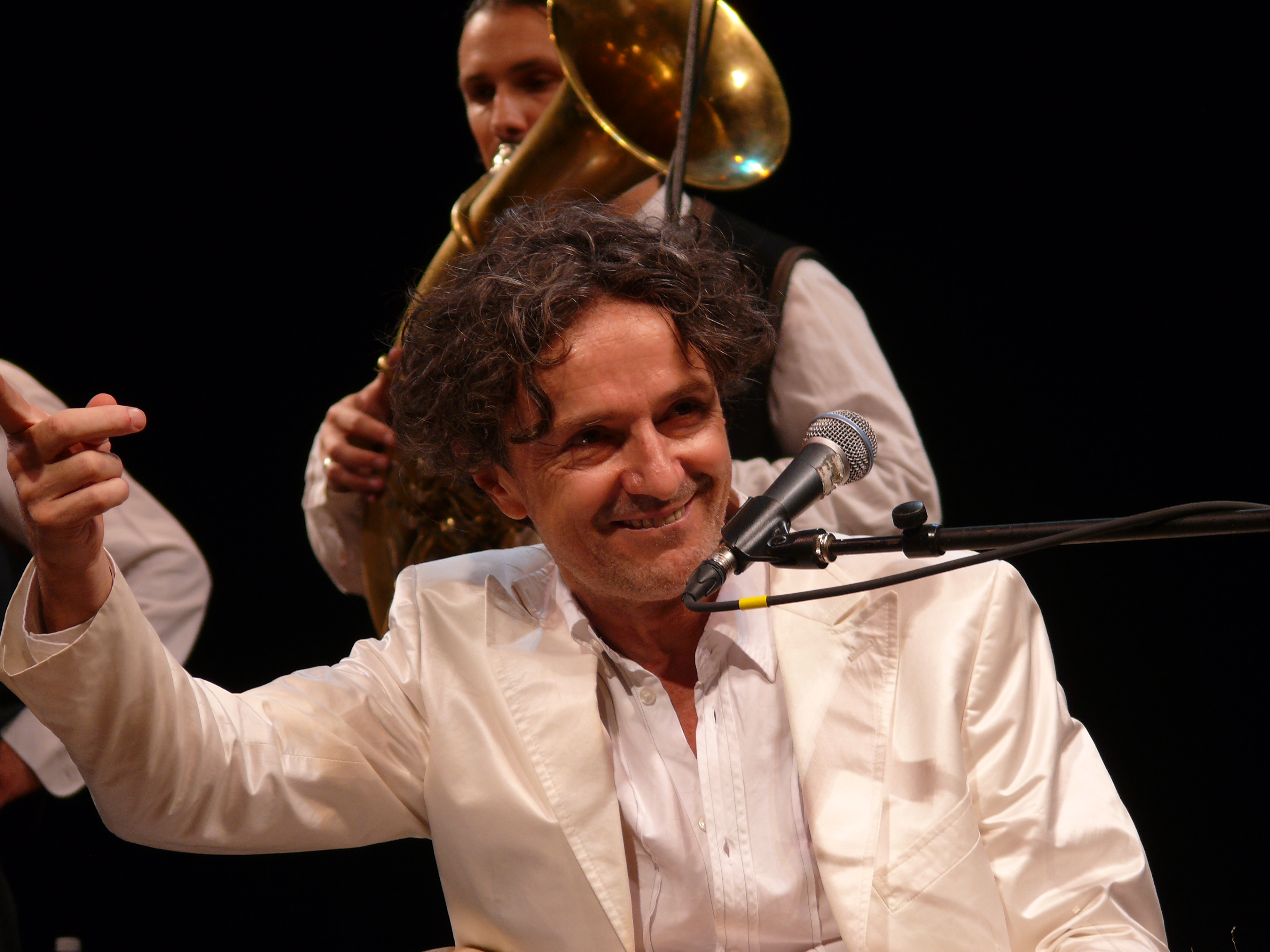
Goran Bregović

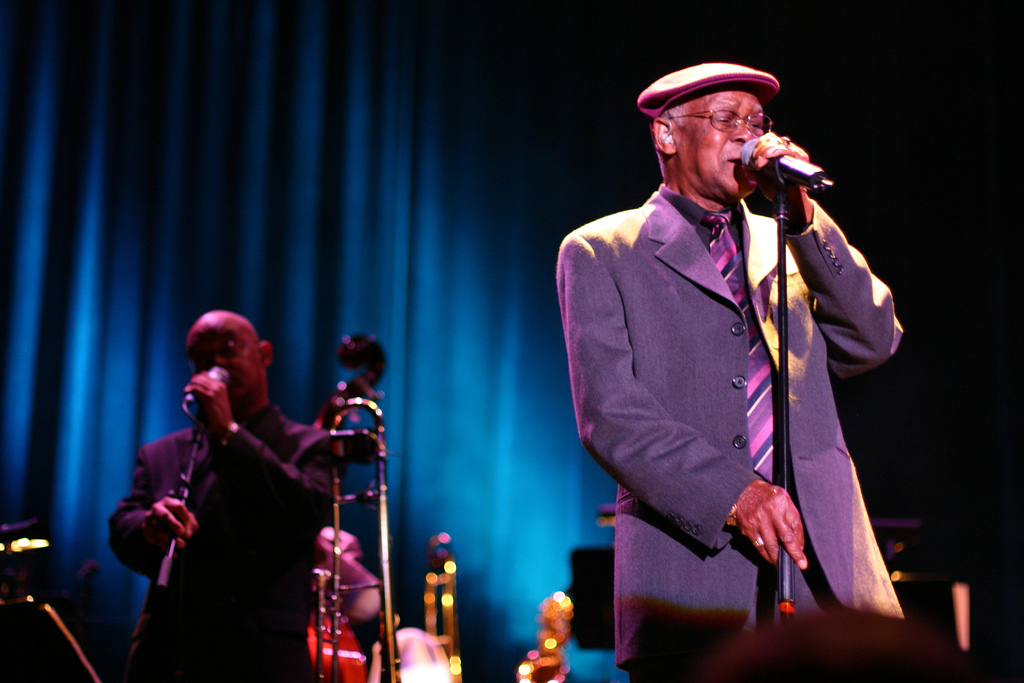
Ibrahim Ferrer a Buena Vista Social Club énekese.

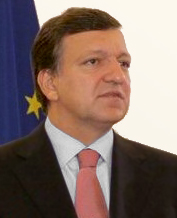
José Manuel Barroso Orbán Viktorral találkozott Pécsen.

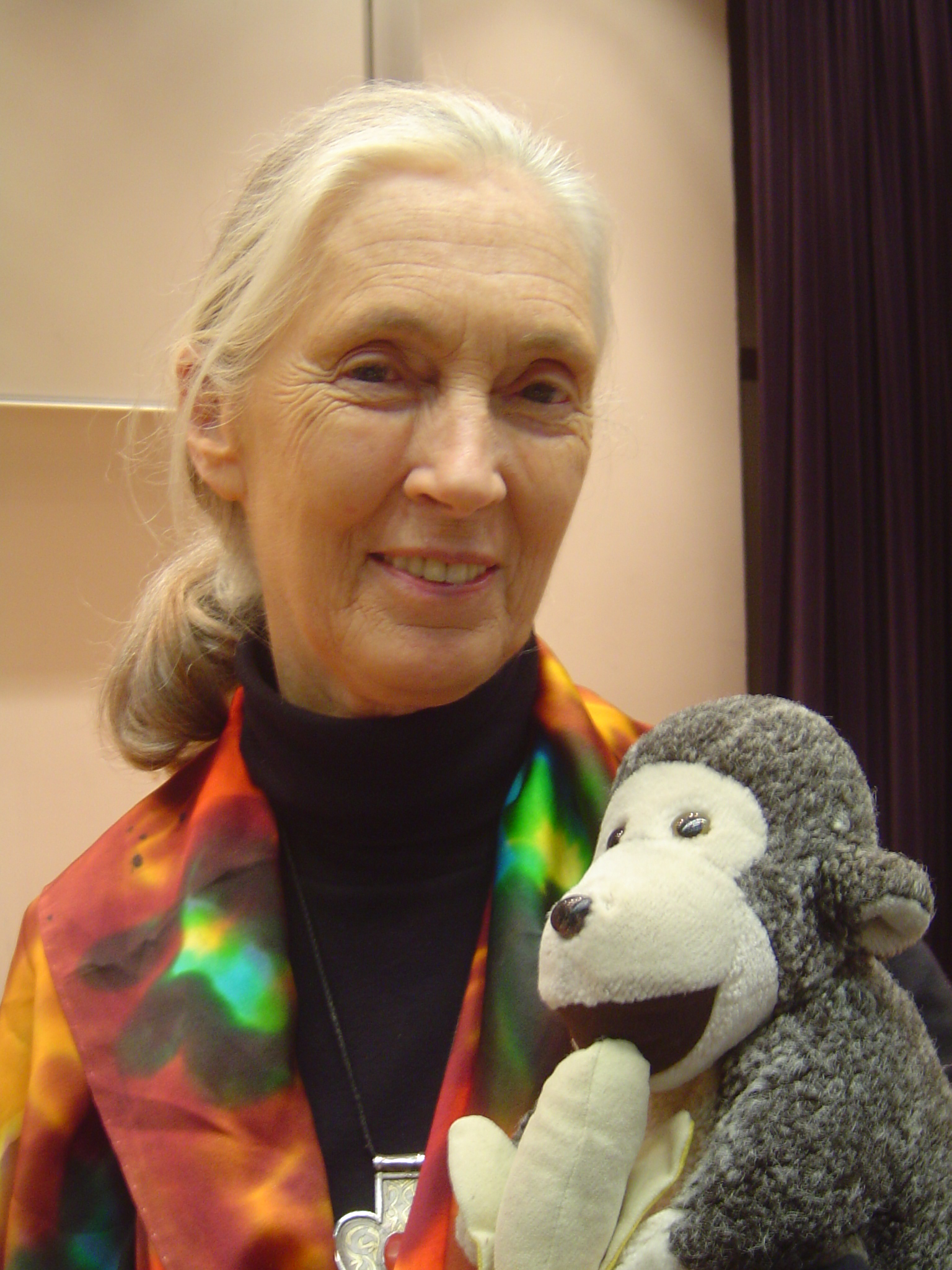
Jane Goodall

### Január
- január 1. – Essen és Isztambul mellett Pécs lett egy évre Európa kulturális fővárosa.
- január 7. – Pécs átvette hivatalosan a stafétát Linztől, az előző kulturális fővárostól.[1]
- január 10.
  - A Pécs Európa kulturális fővárosa eseménysorozatának hivatalos megnyitója, nagyszabású nyitóünnepi rendezvénnyel.[2]
  - A tízéves fennállását ünneplő Magyar Vasúttörténeti Park az új év első programjaként nosztalgiavonatot indított Pécsre.[3]
- január 22.
  - A magyar kultúra napja a Pécsi Nemzeti Színházban.

### Március
- március 17.
  - Tubes – Érvénytelennek nyilvánította a Legfelsőbb Bíróság a Tubesre tervezett NATO-lokátor építési engedélyét környezetvédők, helyi szervezetek és értelmiségi csoportok hosszadalmas ellenállása után. Sajtóközleményében a Honvédelmi Minisztérium meglepőnek tartotta a döntést.[4][5]
- március 31.
  - M6 és M60 – Átadták a Budapestet és Pécset összekötő autópálya két új szakaszát Dunaújváros és Szekszárd valamint Bóly és Pécs között.[6]

### Július
- Július 12.
  - Seal – Pécsett koncertezett az angol énekes-dalszerző Seal.[7]
- Július 31.
  - Goran Bregović – A Dóm téren koncertezett Goran Bregović.[8]

### Augusztus
- Augusztus 9.
  - Buena Vista Social Club – A Dóm téren koncertezett a kubai Buena Vista Social Club.[9]

### Szeptember
- szeptember 1.
  - Gyugyi-féle Zsolnay-kiállítás – Egyedi porcelánok százait mutatja be a Zsolnay aranykora című kiállítás, melyet Schmitt Pál köztársasági elnök nyitott meg Pécsen.[10]
- szeptember 26.
  - Guinness rekord – A török származású táncos, Indzsi Deniz vezetésével Pécsen, a Széchenyi téren visszahódították a legtöbben hastáncolók világelsőségét.[11]

### Október
- október 3.
  - Polgármester választás – Pécsett ismét Páva Zsoltot választották meg polgármesternek.[12]
- október 7.
  - Megnyitotta kapuit a Nagy Kiállítótér.[13]
- október 12.
  - José Manuel Barroso, az Európai Bizottság elnöke és Orbán Viktor miniszterelnök nyitotta meg a Pécsi Tudományegyetem jubileumi rektorkonferenciáját.[14] A konferencia után szó esett az ajkai vörösiszap-katasztrófáról.

### November
- november 12.
  - Jane Goodall – 800 embernek tartott előadást a világhírű főemlőskutató, Jane Goodall a pécsi Tudásközpontban.[15]

## Határozott dátumú események

### Összművészeti fesztiválok, nagyrendezvények
- március 15. és április 12. között
  - Pécsi Tavaszi Fesztivál
- március 16. és március 27. között
  - Frankofón fesztivál
- március 27. és április 3. között
  - Görög fesztivál
- április 9. és április 11. között
  - Fringe fesztivál
- április 24.
  - Edelrezi – Szent György-napi tavaszváró ünnepség
- május 20. és május 22. között
  - 21. Pécsi Folknapok – nemzetközi népzenei fesztivál
- május 22.
  - Kulturális majális és gyereknap
- június 3. és június 5. között
  - 7. Nemzetközi Romafesztivál
- június 12. és június 20. között
  - Sétatér fesztivál
- június 12. és augusztus 10. között
  - Pécsi Szabadtéri Játékok
- június 26.
  - Múzeumok éjszakája
- július 18. és július 25. között
  - 13. Európai Ifjúsági Kultúrhét
- július 24. és augusztus 1. között
  - ICWiP – (International Culture Week in Pécs)
- július 24. és július 28. között
  - Bridges Pécs2010 Világkonferencia
- augusztus 4. és augusztus 8. között
  - 3. Ördögkatlan összművészeti fesztivál -
- augusztus 29. és szeptember 5. között
  - Pánbalkán Art Piknik
- szeptember 14. és szeptember 26. között
  - Magyarok I. Kulturális Világtalálkozója
- szeptember 16. és szeptember 26. között
  - Örökség fesztivál – Pécsi napok

### Komolyzene
- április 8. és április 11. között
  - Nemzetközi Kodály- és Bartók-műhely pécsi kórusokkal
- június 25. és június 27. között
  - 1. nemzetközi magyar vadászkürtös verseny
- július 4. és július 10. között
  - Magyar fúvószenei nagydíj
- augusztus 10. és augusztus 15. között
  - Nemzetközi ifjúsági kórus workshop
- augusztus 15. és augusztus 22. között
  - Pécs cantat – Európa éneklő kulturális fővárosa
- szeptember 23. és szeptember 26. között
  - 5. Bordal Világfesztivál
- november 3. és november 17. között
  - Operaverseny és fesztivál a Mezzo televízióval.

### Könnyűzene, népzene, világzene
- április 21. és április 24. között
  - PEN – Pécsi Egyetemi Napok
- május 20. és május 22. között
  - Batta Dem – 5. Pécsi nemzetközi reggae fesztivál
- június 17. és június 19. között
  - Fishing on Orfű Alterfeszt
- június 21.
  - Fête de la musique – a zene ünnepe
- július 5. és július 11. között
  - 10. Rockmaraton fesztivál
- július 13. és július 18. között
  - EFOTT – Egyetemisták és Főiskolások Országos Turisztikai Találkozója
- október 14. és október 16. között
  - Eszék-Újvidék-Pécs dzsesszhíd
- november 3. és november 6. között
  - Kelet-Nyugati Átjáró Balkán Világzenei Fesztivál

### Színház, tánc, film
- április 23. és április 24. között
  - 10. Pécsi diákfilmfesztivál
- április 26. és május 1. között
  - Pécsi táncmaraton – nemzetközi ifjúsági találkozó és folkműhely
- május 13. és május 20. között
  - Török filmhét
- június 3. és június 12. között
  - Pécsi Országos Színházi Találkozó – POSZT
- június 17. és június 20. között
  - 1. Roma színházművészeti találkozó
- július 9. és július 25. között
  - Országos cukrász- és utcaszínház fesztivál
- augusztus 23. és augusztus 28. között
  - 15. Pécsi Nemzetközi Felnőttbábszínház Találkozó
- szeptember 20. és szeptember 26. között
  - 4. Pécsi Nemzetközi Tánctalálkozó
- október 4. és október 10. között
  - 2. Cinepécs Nemzetközi Filmfesztivál – a fesztivál kapcsán Pécsre látogatott többek között Törőcsik Mari és Jiří Menzel, aki a zsűri elnöke volt.[16][17] Marek Najbrt A védelmező című filmje nyerte a legjobb játékfilm kategóriát, míg a legjobb dokumentumfilm megosztva Bartek Konopka, Pjotr Rosolovski A berlini fal nyulai, valamint Orhan Tekeoglu Ifakat című alkotása lett.[18]

### Képző- és iparművészet
- január 15. és február 14. között
  - Meeting Point 2 – Nemzetközi képzőművészeti biennále
- január 22. és február 28. között
  - Ikonkiállítás – A szliveni képzőművészeti galéria keresztény művészet című ikongyűjteménye
- március és október között
  - Munkácsy Mihály krisztus-trilógiája
- március 1. és október 15. között
  - Érzékek labirintusa
- április 10. és május 10. között
  - Ravennai mozaikkiállítás
- május 7. és november 30. között
  - Pécs mobilart – szabadtéri fotókiállítás-sorozat
- május
  - Akkor és most – Magyarok Margatban – A szíriai-magyar régészeti misszió kutatásai a szentföld legnagyobb keresztes várában.
- június és augusztus között
  - Horvát kortárs képzőművészeti kiállítások
- június 8. és június 30. között
  - Színerő-léptékváltás – táblaképnél nagyobb méretű festmények és színes térbeli művek létrehozása és kiállítása
- augusztus 13. és augusztus 15. között
  - Nemzetközi és országos origami találkozó
- augusztus 15. és október 15. között
  - A művészettől az életig – Magyarok a bauhausban
- szeptembertől
  - A Gyugyi-gyűjtemény állandó kiállítása
- szeptember 17. és december 31. között
  - Országos cigány képzőművészeti kiállítás
- szeptember 16. és október 17. között
  - Arts in difference – Az értelmi másság a művészi alkotások tükrében
- október
  - Ioan Nemtoi román üvegművész kiállítása
- október és 2011. január 31. között
  - A képzőművészet pécsi mesterei
- november 12. és 2011. március 27. között
  - A nyolcak Európája
- 2010. egész évben
  - Építészet és kontextus

### Egyéb fesztivál
- március 21.
  - Lengyel-Magyar barátság napja
- április 9. és április 10. között
  - Cigány költők és írók I. országos találkozója
- május 4. és május 8. között
  - II. Pécsi irodalmi fesztivál
- május 18. és augusztus 18. között
  - Angster József és az Angster orgonagyár
- augusztus 1. és augusztus 30. között
  - Haiku világkonferencia
- augusztus 12. és augusztus 14. között
  - Pécsi ruszin napok
- szeptember 19.
  - Pécsi német nap

### Sport
- Ökölvívás
  - Kovács Mária harmadik lett a barbadosi női ökölvívó-világbajnokságon.
- Kosárlabda
  - Mizo Pécs 2010 – a csapat aranyérmet szerzett március 28-án a női kosárlabda Magyar Kupában. Szoros meccsen győztek a Sopron ellen.[19]
  - Mizo Pécs 2010 – 11-edszer nyerte meg a magyar női kosárlabda-bajnokságot a csapat.[20]
- Kézilabda
  - Uniqa-PVSE – a pécsi férfi kézilabda csapat nyerte a másodosztályú országos kézilabda bajnokságot és ezzel feljutott az első osztályba.[21]
- Úszás
  - Ifjúsági olimpiai játékok – Biczó Bence, a pécsi PVSE versenyzője, augusztus 19-én aranyérmet szerzett a Szingapúrban megrendezett ifjúsági olimpiai játékokon a 200m pillangó döntőjében.[22]
  - Hosszú Katinka 2010. március 15-én kimagaslóan eredményes sportpályafutása elismeréseként a Magyar Köztársasági Érdemrend lovagkeresztje kitüntetésben részesült.

## Közlekedés
- március 31.

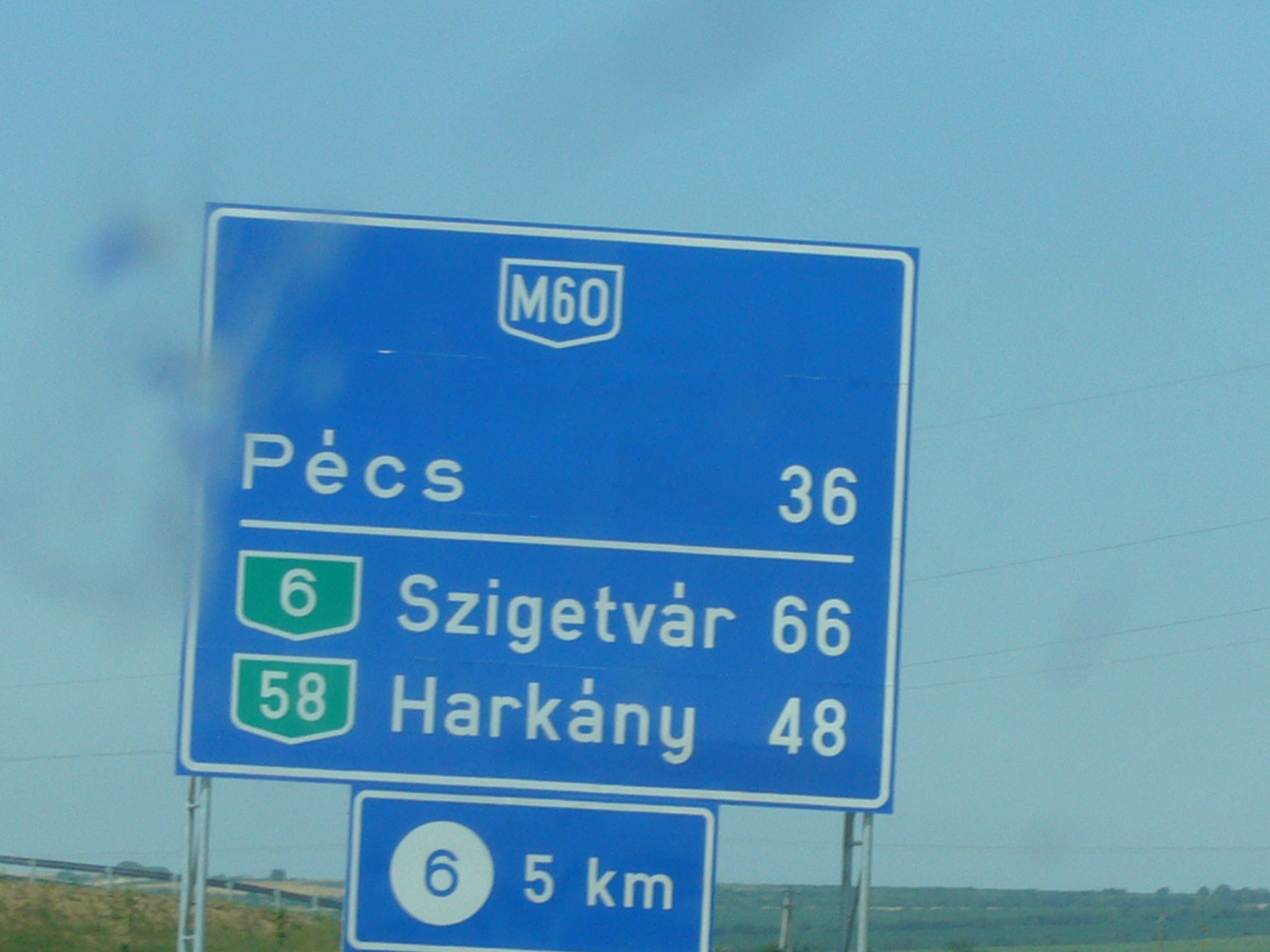
Tábla az M60-as autópályán

  - M6 és M60 – Átadták a Budapestet és Pécset összekötő autópálya két új szakaszát Dunaújváros és Szekszárd valamint Bóly és Pécs között.

## Halálozások
- május 10. – Toller László, magyar jogász, politikus, országgyűlési képviselő, 1998 és 2006 között Pécs polgármestere.[23]

## Díjak
A 2010-es év díjazottai:
| Pécs díszpolgára                      | Andrásfalvy Bertalan                                                                                        |  |
| Pro Civitate díj                      | Várnagy Attila, Sólyom Katalin, Bognár Levente, Kellermayer Miklós                                          |  |
| Pro Communitate díj                   | Garadnay Balázs, Civilek a Mecsekért Mozgalom, Vidákovics Antal, Bánky József, Károly Róbert, Suchman Tamás |  |
| Városháza emlékérem                   | Pécsi Géza, Kereszturi József, Ante Soric, Póla József                                                      |  |
| Pécs Város Közművelődési Díja         | Leőwey Táncegyüttes                                                                                         |  |
| Pécs Város Oktatási Díja              | Szittár Lászlóné                                                                                            |  |
| Pécs Város Művészeti Díja             | Dobány Sándor                                                                                               |  |
| Pécs Város Testnevelési és Sport Díja | Zsolt László                                                                                                |  |
| Pécs Város Műszaki Díja               | Hübner Mátyás, Varsányi Ferenc                                                                              |  |
| Pécs Város Közszolgálati Díja         | Nász László                                                                                                 |  |
| Pécs Város Tudományos Díja            | Móró Mária Anna (posztumusz)                                                                                |  |
| Pécs Város Humanitárius Díja          | Morvay Imre Pio Házfőnök                                                                                    |  |
| Pécs Város Kisebbségi Díja            | Filákovity István                                                                                           |  |
| Pécs Város Közbiztonsági Díja         | Nochta Tibor                                                                                                |  |
| Pécs Város Sajtódíja                  | Tóth László                                                                                                 |  |
| Ifjúsági Díj                          | Fischerné Virág Éva                                                                                         |  |

A korábbi évek díjazottai: itt